# Calamothespis adusta
Calamothespis adusta es una especie de mantis de la familia Toxoderidae.

## Distribución geográfica
Se encuentra en Mashonaland, Togo, Tanzania y Sudán.